# Zakrzewo-Froczki
Zakrzewo-Froczki (prononciation : [zaˈkʂɛvɔ ˈfrɔt͡ʂki]) est un village polonais de la gmina de Wieczfnia Kościelna dans le powiat de Mława de la voïvodie de Mazovie dans le centre-est de la Pologne.

## Histoire
De 1975 à 1998, le village appartenait administrativement à la voïvodie de Ciechanów.